# Истанбул Сапфир
Истанбул Сапфир (на турски: İstanbul Sapphire) или Сапфир (на турски: Sapphire) е небостъргач, разположен в централния бизнес район Левент в Истанбул, Турция.
Това е най-високият небостъргач в Истанбул и Турция между 2010 г. и 2016 г. и 4-та най-висока сграда в Европа, когато строителството му е завършено през 2010 г. Сапфир се издига на 54 етажа над нивото на земята и има надземна височина на покрива от 238 метра: сградата има обща конструктивна височина от 261 метра, включително нейния шпил, който е част от дизайна, а не радио антена. Проектиран от Tabanlıoğlu Architects, това е сграда със смесено предназначение за пазаруване и луксозна резиденция, управлявана от Kiler GYO. Това е и първият екологичен небостъргач в страната.
Към 2020 г. Истанбул Сапфир е 4-ият най-висок небостъргач в Истанбул и Турция, след Mетропол Истанбул Тауър 1 (70 етажа / 301 метра, включително нейните шпили близнаци) в район Аташехир в азиатската част на града; и кулите Скайленд Истанбул Тауърс 1 и 2 (2 x 65 етажа / 284 метра), разположени в непосредствена близост до стадион Tюрк Телеком в квартал Сейрантепе, район Саръйер, от европейската страна.

## История и архитектура
Истанбул Сапфир е проектиран от Tabanlıoğlu Architects като високотехнологична структура, която се състои от 64 етажа (54 надземни и 10 сутеренни етажа), общи жилищни етажи, обширни места за паркиране, голям търговски център и 47 етажа за жилищна употреба.
Между всеки 3 етажа има специални етажи с частни градини, а всеки 9 етажа са разделени един от друг с обща жилищна площ или механични подове. Дизайнът на градините се предлага с редица алтернативи и последователността на поддръжката на градината е под отговорността на компанията за управление на резиденцията.

## Най-дълбока строителна яма в Турция
Основната яма, изкопана за проекта – 42,5 метра дълбочина – е най-дълбоката фундаментна яма, изкопана за всяка конструкция в Турция.

## Строителни дейности
Строителството на проекта започва през 2006 г. и завършва през 2010 г. Официалната церемония по откриването на сградата се състои на 4 март 2011 г.
Проектът е изграден върху парцел от 11 339 m2 и има обща строителна площ от 157 800 m2, която включва 35 000 m2 търговски център.

### Компании
Компаниите, участващи в разработването и изграждането на проекта, включват до момента:
- Kiler GYO (инвеститор и разработчик)
- Güney Turizm (Мустафа Татлъджъ, собственик на парцела)
- Biskon Yapı (строителен филиал на Kiler Holding и основна строителна компания на проекта)
- Demsar İnşaat (подизпълнител на проекта за структурната конструкция на небостъргача)
- Tabanlıoğlu Architects (фирма за архитектурен дизайн на проекта)
- Ruscheweyh Consult GmbH (консултантска фирма с опит във ветровите натоварвания върху сгради и конструкции)

## Галерия
- Далечен поглед към Левент от Босфора. Истанбул Сапфир е най-високият небостъргач вляво.
- Катамаран Seabus по Босфора, с небостъргачите на бизнес района Левент на заден план. Истанбул Сапфир е първият небостъргач вляво.
- Изглед към Левент от Kанлъджа от азиатската страна на Босфора. Истанбул Сапфир е първият небостъргач вдясно.
- Истанбул Сапфир по време на строителството
- Изглед от обсерваторията за наблюдение на Истанбул Сапфир
- Истанбул Сапфир: Изглед към задната фасада на сградата от нивото на улицата
- Изглед към кулите Ишбанк, Япъ Креди и Финансбанк от покрива на Истанбул Сапфир